# ويليس إيرل بييل
ويليس إيرل بييل (بالإنجليزية: Willis Earl Beal)‏ هو كاتب أغاني ومنتج أسطوانات ومغن مؤلف أمريكي، ولد في 1983 في شيكاغو في الولايات المتحدة.

## وصلات خارجية
- الموقع الرسمي
- ويليس إيرل بييل على موقع ميوزك برينز (الإنجليزية)
- ويليس إيرل بييل على موقع ديسكوغز (الإنجليزية)